# Andreas Dückstein
Andreas Dückstein (Budapest, 2 agosto 1927 – Vienna, 28 agosto 2024) è stato uno scacchista austriaco.

## Biografia
Nato in Ungheria, si trasferì in Austria a 22 anni; tre volte campione austriaco (nel 1954, 1956 e 1977), gli fu assegnato il titolo di Maestro Internazionale nel 1956.
Partecipò per l'Austria ad otto edizioni delle Olimpiadi degli scacchi, vincendo due medaglie d'oro individuali, nel 1956 e nel 1974, entrambe in seconda scacchiera.
Pur avendo vinto partite contro campioni quali Max Euwe, Mikhail Botvinnik e Boris Spassky, non vinse mai grandi tornei internazionali. Tra i suoi migliori piazzamenti vi sono il quinto posto al torneo di Hastings del 1958-59, il terzo posto allo zonale di Berg en Dal del 1960, il quarto (a pari merito) a Vienna nel 1961, il terzo ad Amsterdam nel 1964 e il quarto a Palma di Maiorca nel 1965.